# ژولونگ (کهکشان)
ژولونگ (انگلیسی: Zhúlóng) یک 
کهکشان مارپیچی با ساختار منظم بسیار بزرگ است که در فاصله انتقال به سرخ z=5.2 (12.8 Gly) در صورت فلکی سدس واقع شده است. باور کنونی بر این است که این کهکشان، دورترین کهکشان مارپیچی شناخته شده با ساختار منظم است. کهکشان‌های مارپیچی با انتقال به سرخ فراتر از ۳٫۰ معمولاً نادر هستند و تنها تعداد کمی از آنها شناخته شده است.
این کهکشان دارای بازوهای مارپیچی کاملاً مشخصی است که دارای مناطق متراکم تشکیل ستاره هستند در حالی که هستهٔ آن غیرفعال است.
با این حال، سرعت تشکیل ستاره در آن کم است و در سال ۶۶ جرم خورشیدی ستاره تشکیل می‌دهد. اندازهٔ این کهکشان با کهکشان راه شیری قابل مقایسه است و قطر آن ۶۲۰۰۰ سال نوری تخمین زده می‌شود. جرم آن حدود ۱۰۰ میلیارد جرم خورشیدی است.

## نامگذاری
نام این کهکشان برگرفته از اساطیر چینی به معنای «اژدهای مشعل» نامگذاری شده است. در اسطوره، ژولونگ یک اژدهای خورشیدی قرمز قدرتمند است که با باز و بسته کردن چشمانش، روز و شب را ایجاد می‌کند و نماد نور و زمان کیهانی است.

## کشف
ژولونگ توسط تیمی به رهبری «منگیوان شیائو» کشف شد و خبر آن در مقاله‌ای که در ۱۷ دسامبر ۲۰۲۴ به مجله نجوم و اخترفیزیک ارسال و در ۱۶ آوریل ۲۰۲۵ منتشر شد، اعلام شد. این کشف برای اخترشناسان که تا پیش از این معتقد بودند کهکشان مارپیچی برای شکل‌گیری به میلیاردها سال نیاز دارد، شگفت‌آور بود.